# Aelbert Bouts

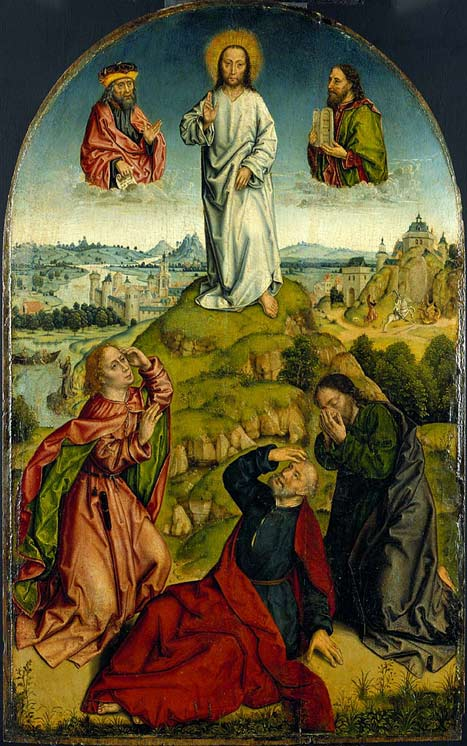
Verklärung Jesu, Gemälde von Aelbert Bouts, spätes 15. Jahrhundert Fitzwilliam Museum in Cambridge, England

Aelbert Bouts, auch Aelbrecht Bouts, (* zwischen 1451 und 1454 wahrscheinlich in Löwen; † 1549 in Löwen) war ein niederländischer Maler.

## Leben
Aelbert Bouts war der jüngere Sohn des Malers Dierick Bouts d. Ä. und Bruder des ebenfalls als Maler tätigen Dierick Bouts d. J. Seine erste Ausbildung erhielt er vermutlich beim Vater, doch wird heute mehrheitlich angenommen, dass er zusätzlich auch von einem weiteren Maler außerhalb Löwens unterwiesen wurde. Nach dem Abschluss seiner Ausbildung kehrte er spätestens 1476 nach Löwen zurück, wo er 1481 zuerst Maria Coocx und 1491 Elisabeth Nausnyders heiratete. 1524 ist er als einer der Vorsteher der Tuchmacher-Gilde – aufgrund der geringen Zahl an Malern gehörten diese zumeist anderen Gilden an – dokumentiert ist.
Den Großteil seiner Schaffenszeit dürfte er in Löwen verbracht haben, wo er für zahlreiche Kirchen tätig war. Eine dieser Arbeiten war das heute in Brüssel befindliche „Mariae-Himmelfahrt-Triptychon“, das die einzige gesicherte eigenhändige Arbeit darstellt und Grundlage für alle weiteren Zuschreibungen war. Vor der Entdeckung der Quellen, die Aelbert Bouts als Schöpfer dieses Werkes ausweisen, wurde es einem anonymen Maler mit dem Notnamen Meister der Himmelfahrt Mariae zugewiesen.

## Rezeption
Aelbert Bouts Gemälde stehen stilistisch denen seines Vaters nahe, wirken aber gegenüber dessen Arbeiten etwas altertümlich. Gleichzeitig zeigen seine Werke auch den Einfluss des Hugo van der Goes, was einige Forscher zu der Vermutung veranlasste, in diesem einen möglichen zweiten Lehrer Aelberts zu sehen. Vielfach wiederholte er Kompositionen seines Vaters, ohne dessen Qualität zu erreichen. Zu seinem beliebtesten Thema gehörten Diptychen mit den Darstellungen „Christus als Schmerzensmann“ und Maria als „Mater Dolorosa“. Zusammen mit seinem Bruder vollendete er nach 1475 mehrere unfertige hinterlassene Arbeiten seines Vaters. Später erhielt er noch mehrfach den Auftrag, einige von dessen Bildern zu restaurieren.

## Werke
- Aachen, Suermondt Museum
  - Diptychon: Christus als Schmerzensmann / Mater Dolorosa. um 1500
  - Die Verkündigung. um 1500

- Antwerpen, Königliches Museum der Schönen Künste
  - Die Anbetung der Hirten. um 1490 – 1499
  - Christus mit der Dornenkrone. um 1500
  - Vera Icon. um 1500
  - Maria mit dem Kinde.

- Berlin, Gemäldegalerie
  - Die Verkündigung. um 1480
  - Die Heiligen Augustinus, Johannes der Täufer und ein Stifter. um 1490 – 1500
  - Christus mit der Dornenkrone. um 1500
  - Christus mit der Dornenkrone. um 1500

- Bonn, Rheinisches Landesmuseum
  - Die Heiligen Maria Magdalena, Johannes der Täufer und ein Stifter. um 1490 – 1500
  - Die Heiligen Andreas und Katharina von Alexandrien mit einem Stifter. um 1490 – 1500

- Brüssel, Königliche Museen der Schönen Künste
  - Der heilige Jacobus Martyrus mit einem Stifter. um 1500
  - Die heilige Barbara mit einer Stifterin. um 1500
  - Jesus im Haus des Pharisäers Simon.
  - Das Abendmahl.
  - Triptychon mit der Himmelfahrt Mariae.
  - Die Kreuzigung Christi.
  - Der büßende heilige Hieronymus.

- Cambridge, Fitzwilliam-Museum
  - Die Verklärung Christi.[1]

- Cambridge, Mass., Fogg Art Museum
  - Christus als Schmerzensmann (Man of Sorrows). um 1495[2]
  - Mater Dolorosa. um 1495[3]

- Cleveland, Ohio, Cleveland Museum of Art
  - Die Verkündigung. um 1480

- Den Haag, Mauritshuis
  - Die Auferstehung Christi. um 1480 (zugeschrieben)

- Enschede, Rijksmuseum Twenthe
  - Christus als Schmerzensmann.

- Greenville, Bob Jones University Museum & Gallery
  - Christus als Schmerzensmann.[4]

- Hanover, N. H., Dartmouth College, Hood Museum of Art
  - Christus mit der Dornenkrone. um 1500

- Kansas City, Nelson-Atkins Museum of Art
  - Christus als Schmerzensmann.

- Krakau, Muzeum Czartoryski
  - Mater Dolorosa.

- Löwen, Stedelijk Museum Vander Kelen-Mertens
  - Maria mit dem Kinde. um 1500

- Lyon, Musée des Beaux-Arts
  - Christus als Schmerzensmann. um 1500

- Madrid, Museo del Prado
  - Christus als Schmerzensmann.

- Modena, Galleria e Museo Estense
  - Der heilige Christophorus.

- München, Alte Pinakothek
  - Die Verkündigung. um 1480

- New York, Metropolitan Museum of Art
  - Christus als Schmerzensmann.
  - Der Kopf des heiligen Johannes des Täufers.
  - Der heilige Christophorus.

- Paris, Musée National du Louvre
  - Christus mit der Dornenkrone.
  - Mater Dolorosa.

- Pasadena, Norton Simon Museum
  - Die Buße des heiligen Hieronymus.[5]

- Prag, Narodni Galerie
  - Maria mit dem Kinde. um 1500

- San Antonio, Marion Koogler McNay Art Institute
  - Moses und der brennende Busch. Gideon und das Wunder des Schaffließes.

- Stuttgart, Staatsgalerie
  - Diptychon: Christus als Schmerzensmann / Mater Dolorosa. um 1500[6]

- Warschau, Muzeum Narodowe
  - Mater Dolorosa.

- Wien, Kunsthistorisches Museum
  - Der heilige Johannes der Täufer. um 1500

- Worcester, Worcester Art Museum
  - Stehende Maria mit dem Kinde in einer Landschaft, von einem Engel angebetet.

- Würzburg, Martin von Wagner Museum
  - Christus mit der Dornenkrone.

- Verbleib unbekannt
  - Die Zusammenkunft von Abraham und Melchisedek. um 1500 (ehemals Lugano, Sammlung Bentinck-Thyssen)